# Lijst van gemeentelijke monumenten in Overbetuwe
De gemeente Overbetuwe heeft 191 gemeentelijke monumenten, hieronder een overzicht. 

## Andelst
De plaats Andelst kent 18 gemeentelijke monumenten:
| Object                                                       | Bouwjaar          | Architect | Locatie             | Coördinaten                   | Nr.       | Afbeelding                                                   |
| ------------------------------------------------------------ | ----------------- | --------- | ------------------- | ----------------------------- | --------- | ------------------------------------------------------------ |
| Boerderij en vloedschuur, voormalige tabakshofstede          | 1842              |           | De Meijburg 2       | 51° 54' 20" NB, 5° 43' 46" OL | 1734/0111 | Meer afbeeldingen                                            |
| Keuterboerderij                                              | 1690              |           | Hoofdstraat 13      | 51° 54' 29" NB, 5° 43' 34" OL | 1734/0107 | Keuterboerderij                                              |
| T-boerderij op terp                                          | 1830              |           | Hoofdstraat 38      | 51° 54' 27" NB, 5° 43' 48" OL | 1734/0109 | T-boerderij op terp                                          |
| Voormalige landarbeiderswoning "De Zandakkers"               | 1926              |           | Hoofdstraat 71      | 51° 54' 32" NB, 5° 43' 58" OL | 1734/0108 | Voormalige landarbeiderswoning "De Zandakkers"               |
| PGEM transformatorhuisje                                     |                   |           | Kerkstraat 26       | 51° 54' 24" NB, 5° 43' 44" OL | 1734/0110 | PGEM transformatorhuisje                                     |
| Schuur bij boerderij                                         |                   |           | Kerkstraat 20       | 51° 54' 20" NB, 5° 43' 41" OL | 1734/0184 | Schuur bij boerderij                                         |
| Woonhuis annex winkelpand "Vens" in amsterdamse school stijl | 1934              | J.Schaars | Sportweg 1          | 51° 54' 46" NB, 5° 43' 23" OL | 1734/0113 | Woonhuis annex winkelpand "Vens" in amsterdamse school stijl |
| T-boerderij "Den Hoogen Hof" voormalig notarishuis           | 1850              |           | Tielsestraat 217    | 51° 54' 14" NB, 5° 43' 35" OL | 1734/0103 | T-boerderij "Den Hoogen Hof" voormalig notarishuis           |
| Wit geverfd landhuis, voormalige T-boerderij                 | 1870              |           | Tielsestraat 227    | 51° 54' 12" NB, 5° 43' 24" OL | 1734/0104 | Wit geverfd landhuis, voormalige T-boerderij                 |
| T-boerderij met aangebouwde schuur "Den Hof"                 | 1853              |           | Tielsestraat 229    | 51° 54' 11" NB, 5° 43' 20" OL | 1734/0105 | T-boerderij met aangebouwde schuur "Den Hof"                 |
| Landarbeiderswoning "De Waggele Kooi"                        | 1890              |           | Tielsestraat 239    | 51° 54' 14" NB, 5° 42' 42" OL | 1734/0106 | Landarbeiderswoning "De Waggele Kooi"                        |
| Gepleisterde en witgeschilderde T-boerderij "le Plaisir"     | 1850              |           | Waaldijk 3          | 51° 53' 39" NB, 5° 42' 55" OL | 1734/0117 | Gepleisterde en witgeschilderde T-boerderij "le Plaisir"     |
| Boerderijcomplex met vloedschuur "Wolferen"                  | 1841-1910         |           | Waaldijk 6          | 51° 53' 28" NB, 5° 43' 47" OL | 1734/0118 | Boerderijcomplex met vloedschuur "Wolferen"                  |
| Boerderijcomplex "Het Rieten Kasteel"                        | 1910              |           | Waaldijk 7          | 51° 53' 23" NB, 5° 44' 13" OL | 1734/0119 | Boerderijcomplex "Het Rieten Kasteel"                        |
| Boerderij op huisterp, voormalige woning van een radmaker    | 19e eeuw          |           | Waalstraat 9        | 51° 54' 5" NB, 5° 43' 55" OL  | 1734/0115 | Boerderij op huisterp, voormalige woning van een radmaker    |
| Grote boerderij op huisterp                                  | 1907              |           | Waalstraat 12       | 51° 54' 3" NB, 5° 43' 57" OL  | 1734/0116 | Grote boerderij op huisterp                                  |
| T-boerderij met schuur, voormalige tarweschuur, "De Aling"   | 1806              |           | Waalstraat 13       | 51° 53' 60" NB, 5° 43' 59" OL | 1734/0114 | T-boerderij met schuur, voormalige tarweschuur, "De Aling"   |
| Boerderij voormalige wagenmakerij                            | 1792 (sluitsteen) |           | Wageningsestraat 22 | 51° 54' 35" NB, 5° 43' 27" OL | 1734/0112 | Boerderij voormalige wagenmakerij                            |

## Driel
De plaats Driel kent 5 gemeentelijke monumenten:
| Object                                           | Bouwjaar | Architect | Locatie                 | Coördinaten                   | Nr.       | Afbeelding                                       |
| ------------------------------------------------ | -------- | --------- | ----------------------- | ----------------------------- | --------- | ------------------------------------------------ |
| Witgepleisterde hallehuisboerderij               |          |           | Drielse Rijndijk 47-47a | 51° 57' 25" NB, 5° 47' 48" OL | 1734/0092 | Witgepleisterde hallehuisboerderij               |
| De restanten van de steenfabriek met schoorsteen |          |           | Doorwerthse Hoek 1      | 51° 57' 34" NB, 5° 47' 20" OL | 1734/0194 | De restanten van de steenfabriek met schoorsteen |
| Hallenhuisboerderij                              |          |           | Karstraat 5             | 51° 57' 17" NB, 5° 47' 36" OL | 1734/0090 | Hallenhuisboerderij                              |
| Hallenhuisboerderij                              |          |           | Noordhoeksestraat 5     | 51° 57' 19" NB, 5° 47' 48" OL | 1734/0091 | Upload foto                                      |
| Hallenhuisschuur                                 |          |           | Rijnstraat 56           | 51° 57' 33" NB, 5° 48' 28" OL | 1734/0089 | Hallenhuisschuur                                 |

## Elst
De plaats Elst kent 47 gemeentelijke monumenten. Zie de lijst van gemeentelijke monumenten in Elst

## Hemmen
De plaats Hemmen kent 11 gemeentelijke monumenten:
| Object                                                     | Bouwjaar | Architect | Locatie                        | Coördinaten                   | Nr.       | Afbeelding                                                 |
| ---------------------------------------------------------- | -------- | --------- | ------------------------------ | ----------------------------- | --------- | ---------------------------------------------------------- |
| Fruitbewaarplaats                                          |          |           | Boelenhamsestraat 7            | 51° 55' 44" NB, 5° 41' 38" OL | 1734/0178 | Fruitbewaarplaats                                          |
| Hallenhuisboerderij                                        |          |           | Boelenhamsestraat 8            | 51° 55' 46" NB, 5° 41' 43" OL | 1734/0100 | Hallenhuisboerderij                                        |
| Dorpspomp                                                  |          |           | Dorpsstraat ong hoek kerkplein | 51° 56' 4" NB, 5° 42' 4" OL   | 1734/0042 | Dorpspomp                                                  |
| T-boerderij (alleen voorhuis) Gijsbertus Cuperus           |          |           | Dorpsstraat 4-5                | 51° 56' 4" NB, 5° 42' 2" OL   | 1734/0043 | T-boerderij (alleen voorhuis) Gijsbertus Cuperus           |
| Voormalig gemeentehuis en hulppostkantoor                  |          |           | Dorpsstraat 9-9a-9b-9c         | 51° 54' 38" NB, 5° 39' 21" OL | 1734/0097 | Voormalig gemeentehuis en hulppostkantoor                  |
| Dubbel woonhuis voormalige boerderij                       | 1851     |           | Englaan 2-3                    | 51° 55' 58" NB, 5° 42' 13" OL | 1734/0098 | Dubbel woonhuis voormalige boerderij                       |
| Travalje (hoefstal)                                        |          |           | Molenstraat nabij 15           | 51° 55' 59" NB, 5° 41' 57" OL | 1734/0179 | Travalje (hoefstal)                                        |
| Boerderij op hoge terp                                     |          |           | Veedijk 1                      | 51° 55' 31" NB, 5° 41' 47" OL | 1734/0102 | Boerderij op hoge terp                                     |
| Voorgevel woonhuis, voormalige boerderij                   |          |           | Veldstraat 75/77               | 51° 55' 41" NB, 5° 41' 59" OL | 1734/0029 | Voorgevel woonhuis, voormalige boerderij                   |
| Tuinmanswoning                                             |          |           | Veldstraat 89                  | 51° 56' 6" NB, 5° 41' 41" OL  | 1734/0101 | Tuinmanswoning                                             |
| Hallenhuisboerderij op terp met schuren "De Kleine Wuuste" |          |           | Wuustweg 1                     | 51° 55' 47" NB, 5° 41' 8" OL  | 1734/0099 | Hallenhuisboerderij op terp met schuren "De Kleine Wuuste" |

## Herveld
De plaats Herveld kent 24 gemeentelijke monumenten:
| Object                                                           | Bouwjaar | Architect | Locatie              | Coördinaten                   | Nr.       | Afbeelding                                                       |
| ---------------------------------------------------------------- | -------- | --------- | -------------------- | ----------------------------- | --------- | ---------------------------------------------------------------- |
| T-boerderij op terp                                              |          |           | Brandenhofstraat 1   | 51° 54' 18" NB, 5° 45' 11" OL | 1734/0131 | Meer afbeeldingen                                                |
| Complex arbeiderswoningen, gekoppelde gemeentewoningen           |          |           | De Zandakkers 13-15  | 51° 54' 38" NB, 5° 44' 1" OL  | 1734/0139 | Complex arbeiderswoningen, gekoppelde gemeentewoningen           |
| Complex arbeiderswoningen, gekoppelde gemeentewoningen           |          |           | De Zandakkers 17-19  | 51° 54' 39" NB, 5° 43' 60" OL | 1734/0022 | Complex arbeiderswoningen, gekoppelde gemeentewoningen           |
| Complex arbeiderswoningen, gekoppelde gemeentewoningen           |          |           | De Zandakkers 21-23  | 51° 54' 40" NB, 5° 43' 59" OL | 1734/0073 | Complex arbeiderswoningen, gekoppelde gemeentewoningen           |
| Complex arbeiderswoningen, gekoppelde gemeentewoningen           |          |           | De Zandakkers 27-29  | 51° 54' 42" NB, 5° 43' 58" OL | 1734/0140 | Complex arbeiderswoningen, gekoppelde gemeentewoningen           |
| Complex arbeiderswoningen, gekoppelde gemeentewoningen           |          |           | De Zandakkers 31-33  | 51° 54' 43" NB, 5° 43' 58" OL | 1734/0183 | Complex arbeiderswoningen, gekoppelde gemeentewoningen           |
| T-boerderij op terp                                              |          |           | Hoofdstraat 85       | 51° 54' 33" NB, 5° 44' 3" OL  | 1734/0136 | T-boerderij op terp                                              |
| Woonhuis "Sonnevanck"                                            |          |           | Hoofdstraat 111      | 51° 54' 36" NB, 5° 44' 11" OL | 1734/0135 | Woonhuis "Sonnevanck"                                            |
| Boerderij "De Kleefsche Kamp"                                    |          |           | Hoofdstraat 150      | 51° 54' 41" NB, 5° 44' 26" OL | 1734/0137 | Boerderij "De Kleefsche Kamp"                                    |
| Kleine landarbeiderswoning                                       |          |           | Hoofdstraat 170      | 51° 54' 47" NB, 5° 44' 52" OL | 1734/0138 | Kleine landarbeiderswoning                                       |
| Woonhuis op terp "De Woerd"                                      |          |           | Kerkstraat 4         | 51° 54' 42" NB, 5° 44' 49" OL | 1734/0130 | Woonhuis op terp "De Woerd"                                      |
| T-boerderij met schuur                                           |          |           | Lechstraat 2         | 51° 54' 8" NB, 5° 45' 10" OL  | 1734/0133 | T-boerderij met schuur                                           |
| T-boerderij                                                      |          |           | Lechstraat 8         | 51° 54' 10" NB, 5° 45' 18" OL | 1734/0134 | T-boerderij                                                      |
| T-boerderij met vloedschuur op hoge terp                         |          |           | Lechstraat 12        | 51° 54' 12" NB, 5° 45' 22" OL | 1734/0132 | Meer afbeeldingen                                                |
| Woonhuis "Moordakker" op huisterp                                |          |           | Moordakkerstraat 21  | 51° 54' 24" NB, 5° 45' 12" OL | 1734/0128 | Woonhuis "Moordakker" op huisterp                                |
| Landarbeiderswoning                                              |          |           | Moordakkerstraat 41  | 51° 54' 8" NB, 5° 45' 27" OL  | 1734/0129 | Landarbeiderswoning                                              |
| Boerderij op terp met vloedschuur "de Heime"                     |          |           | Schoolstraat 2       | 51° 53' 54" NB, 5° 45' 3" OL  | 1734/0126 | Boerderij op terp met vloedschuur "de Heime"                     |
| Vloedschuur op hoge terp                                         |          |           | Schoolstraat 5-5a    | 51° 53' 56" NB, 5° 44' 56" OL | 1734/0127 | Vloedschuur op hoge terp                                         |
| Woonhuis                                                         |          |           | Schoolstraat 51      | 51° 54' 4" NB, 5° 44' 37" OL  | 1734/0125 | Woonhuis                                                         |
| T-boerderij op terp, voormalig postagentschap en kruidenierszaak |          |           | Tielsestraat 130     | 51° 54' 5" NB, 5° 45' 8" OL   | 1734/0121 | T-boerderij op terp, voormalig postagentschap en kruidenierszaak |
| T-boerderij "De oude Kapel"                                      |          |           | Tielsestraat 132-134 | 51° 54' 5" NB, 5° 45' 4" OL   | 1734/0122 | T-boerderij "De oude Kapel"                                      |
| Woonhuis met aangebouwde stal                                    |          |           | Tielsestraat 142     | 51° 54' 5" NB, 5° 44' 43" OL  | 1734/0123 | Woonhuis met aangebouwde stal                                    |
| Woonhuis op terp met schuur, voormalige dokterswoning            |          |           | Tielsestraat 144     | 51° 54' 5" NB, 5° 44' 41" OL  | 1734/0124 | Woonhuis op terp met schuur, voormalige dokterswoning            |
| Voormalige wagenschuur en voormalige tabaksschuur                |          |           | Tielsestraat 157     | 51° 54' 4" NB, 5° 45' 16" OL  | 1734/0120 | Voormalige wagenschuur en voormalige tabaksschuur                |

## Heteren
De plaats Heteren kent 13 gemeentelijke monumenten:
| Object                                                                 | Bouwjaar | Architect        | Locatie                | Coördinaten                   | Nr.       | Afbeelding                                         |
| ---------------------------------------------------------------------- | -------- | ---------------- | ---------------------- | ----------------------------- | --------- | -------------------------------------------------- |
| Hallenhuisboerderij met middenlangsdeel "De Hucht"                     |          |                  | Boterhoeksestraat 5    | 51° 57' 10" NB, 5° 44' 51" OL | 1734/0006 | Hallenhuisboerderij met middenlangsdeel "De Hucht" |
| Hallenhuisboerderij met middenlangsdeel                                |          |                  | Dorpsstraat 5          | 51° 57' 37" NB, 5° 45' 48" OL | 1734/0095 | Hallenhuisboerderij met middenlangsdeel            |
| Blokvormig woonhuis "De Haantjes"                                      |          |                  | Dorpsstraat 29         | 51° 57' 37" NB, 5° 45' 36" OL | 1734/0096 | Blokvormig woonhuis "De Haantjes"                  |
| Blokvormig winkel/woonhuis t Pakhuis                                   |          |                  | Dorpsstraat 36-38      | 51° 57' 38" NB, 5° 45' 30" OL | 1734/0001 | Blokvormig winkel/woonhuis t Pakhuis               |
| Hallenhuisboerderij met middenlangsdeel                                |          |                  | Drielse Rijndijk 17    | 51° 57' 31" NB, 5° 46' 12" OL | 1734/0007 | Hallenhuisboerderij met middenlangsdeel            |
| Voormalig veerhuis                                                     |          |                  | Kastanjelaan 2         | 51° 57' 40" NB, 5° 45' 48" OL | 1734/0187 | Voormalig veerhuis                                 |
| Voormalig gemeentehuis                                                 | 1876     |                  | Kastanjelaan 4         | 51° 57' 40" NB, 5° 45' 45" OL | 1734/0094 | Voormalig gemeentehuis                             |
| Vrijstaande blokvormige villa "Beukenheim"                             |          |                  | Kastanjelaan 13-15     | 51° 57' 39" NB, 5° 45' 33" OL | 1734/0093 | Vrijstaande blokvormige villa "Beukenheim"         |
| Voormalige pastorie Rooms Katholieke Kerk                              |          |                  | Kerkplein 1            | 51° 57' 38" NB, 5° 44' 53" OL | 1734/0002 | Voormalige pastorie Rooms Katholieke Kerk          |
| RK Maria Onbevlekt Ontvangenkerk, Kerktoren en begraafplaats met kapel | 1930     | H.C.M. van Beers | Kerkplein 2            | 51° 57' 38" NB, 5° 44' 52" OL | 1734/0003 | Meer afbeeldingen                                  |
| Voormalige pastorie Nederlands Hervormde Kerk                          |          |                  | O.L. Vrouwestraat 39   | 51° 57' 36" NB, 5° 45' 7" OL  | 1734/0004 | Voormalige pastorie Nederlands Hervormde Kerk      |
| Hallenhuisboerderij "Hoenderkamp"                                      |          |                  | O.L. Vrouwestraat 66   | 51° 57' 36" NB, 5° 45' 2" OL  | 1734/0005 | Hallenhuisboerderij "Hoenderkamp"                  |
| Hallenhuisboerderij "De Notenboom"                                     |          |                  | Randwijkse Rijndijk 18 | 51° 57' 25" NB, 5° 43' 14" OL | 1734/0016 | Hallenhuisboerderij "De Notenboom"                 |

## Homoet
De plaats Homoet kent 1 gemeentelijk monument:
| Object                                | Bouwjaar | Architect | Locatie           | Coördinaten                   | Nr.       | Afbeelding        |
| ------------------------------------- | -------- | --------- | ----------------- | ----------------------------- | --------- | ----------------- |
| Nederlands Hervormde vluchtheuvelkerk |          |           | Homoetsestraat 19 | 51° 55' 59" NB, 5° 47' 27" OL | 1734/0151 | Meer afbeeldingen |

## Oosterhout
De plaats Oosterhout kent 16 gemeentelijke monumenten:
| Object                                                     | Bouwjaar | Architect | Locatie                  | Coördinaten                   | Nr.       | Afbeelding                                                 |
| ---------------------------------------------------------- | -------- | --------- | ------------------------ | ----------------------------- | --------- | ---------------------------------------------------------- |
| Woonhuis, voormalige bovenmeesterswoning                   |          |           | Dorpsstraat 2            | 51° 52' 36" NB, 5° 49' 30" OL | 1734/0172 | Woonhuis, voormalige bovenmeesterswoning                   |
| Woonhuis met bedrijfsgedeelte annex boerderij              |          |           | Dorpsstraat 37           | 51° 52' 44" NB, 5° 49' 32" OL | 1734/0185 | Woonhuis met bedrijfsgedeelte annex boerderij              |
| Voormalige postkantoor, stadse vakwerkvilla "Elza"         |          |           | Dorpsstraat 48           | 51° 52' 49" NB, 5° 49' 41" OL | 1734/0186 | Voormalige postkantoor, stadse vakwerkvilla "Elza"         |
| Voormalige pastorie verhoogd gelegen stadse vakwerkvilla   |          |           | Dorpsstraat 52           | 51° 52' 50" NB, 5° 49' 41" OL | 1734/0173 | Voormalige pastorie verhoogd gelegen stadse vakwerkvilla   |
| Nederlands Hervormde kerk op terp                          |          |           | Dorpsstraat 54           | 51° 52' 51" NB, 5° 49' 42" OL | 1734/0174 | Nederlands Hervormde kerk op terp                          |
| Voormalige boerderij met mansardekap                       |          |           | Dijkstraat 7             | 51° 52' 37" NB, 5° 48' 59" OL | 1734/0171 | Voormalige boerderij met mansardekap                       |
| Gepleisterde hallenhuisboerderij voormalige tabakshofstede |          |           | Dijkstraat 11            | 51° 52' 40" NB, 5° 48' 46" OL | 1734/0170 | Gepleisterde hallenhuisboerderij voormalige tabakshofstede |
| Voormalige veldwachterswoning met celruimte                |          |           | Oosterhoutsestraat 16    | 51° 52' 58" NB, 5° 49' 33" OL | 1734/0175 | Voormalige veldwachterswoning met celruimte                |
| Gemeentewoningen voor de arbeiders van de jamfabriek       |          |           | Oosterhoutsestraat 59-61 | 51° 52' 55" NB, 5° 49' 22" OL | 1734/0177 | Gemeentewoningen voor de arbeiders van de jamfabriek       |
| Arbeiderswoningen voor de plaatselijke jamfabriek          |          |           | Oosterhoutsestraat 63-65 | 51° 52' 55" NB, 5° 49' 20" OL | 1734/0189 | Arbeiderswoningen voor de plaatselijke jamfabriek          |
| Arbeiderswoningen voor de plaatselijke jamfabriek          |          |           | Oosterhoutsestraat 67-69 | 51° 52' 55" NB, 5° 49' 19" OL | 1734/0190 | Arbeiderswoningen voor de plaatselijke jamfabriek          |
| Arbeiderswoningen voor de plaatselijke jamfabriek          |          |           | Oosterhoutsestraat 71-73 | 51° 52' 55" NB, 5° 49' 17" OL | 1734/0191 | Arbeiderswoningen voor de plaatselijke jamfabriek          |
| T-boerderij met schuur "Anna's Hof"                        |          |           | Oosterhoutsestraat 95    | 51° 52' 60" NB, 5° 48' 31" OL | 1734/0176 | T-boerderij met schuur "Anna's Hof"                        |
| Dubbel woonhuis                                            |          |           | Peperstraat 66-68        | 51° 52' 38" NB, 5° 49' 7" OL  | 1734/0169 | Dubbel woonhuis                                            |
| Hallenhuisboerderij op terp met klein bakhuisje            |          |           | Peperstraat 54           | 51° 52' 44" NB, 5° 49' 11" OL | 1734/0168 | Hallenhuisboerderij op terp met klein bakhuisje            |
| T-boerderij met schuren op huisterp                        |          |           | Stationsstraat 21        | 51° 53' 8" NB, 5° 50' 5" OL   | 1734/0167 | T-boerderij met schuren op huisterp                        |

## Randwijk
De plaats Randwijk kent 9 gemeentelijke monumenten:
| Object                                                  | Bouwjaar | Architect | Locatie                | Coördinaten                   | Nr.       | Afbeelding                                              |
| ------------------------------------------------------- | -------- | --------- | ---------------------- | ----------------------------- | --------- | ------------------------------------------------------- |
| Hallenhuisboerderij met middenlangsdeel "'t Prinsenhof" |          |           | Achterstraat 10        | 51° 57' 16" NB, 5° 42' 54" OL | 1734/0008 | Hallenhuisboerderij met middenlangsdeel "'t Prinsenhof" |
| Eenvoudige hallenhuisboerderij met middenlangsdeel      |          |           | Achterstraat 17        | 51° 57' 12" NB, 5° 43' 11" OL | 1734/0009 | Eenvoudige hallenhuisboerderij met middenlangsdeel      |
| Royale boerderij met middenlangsdeel                    |          |           | Achterstraat 18        | 51° 57' 13" NB, 5° 43' 3" OL  | 1734/0010 | Royale boerderij met middenlangsdeel                    |
| Hallenhuisboerderij met middenlangsdeel                 |          |           | Bredeweg 10-10a        | 51° 56' 59" NB, 5° 42' 46" OL | 1734/0014 | Hallenhuisboerderij met middenlangsdeel                 |
| Hallenhuisboerderij met dubbele bewoning                |          |           | Bredeweg 35            | 51° 57' 6" NB, 5° 42' 30" OL  | 1734/0013 | Hallenhuisboerderij met dubbele bewoning                |
| Boerderij met achterste gedeelte als tabaksschuur       |          |           | Kerkstraat 15          | 51° 57' 13" NB, 5° 42' 46" OL | 1734/0011 | Boerderij met achterste gedeelte als tabaksschuur       |
| Eenvoudige hallenhuisboerderij met middenlangsgedeelte  |          |           | Knoppersweg 10         | 51° 57' 11" NB, 5° 42' 3" OL  | 1734/0012 | Eenvoudige hallenhuisboerderij met middenlangsgedeelte  |
| Eenvoudige boerderij                                    |          |           | Randwijkse Rijndijk 22 | 51° 57' 19" NB, 5° 42' 17" OL | 1734/0017 | Eenvoudige boerderij                                    |
| Voormalig veerhuis met werkplaats                       |          |           | Veerweg 1              | 51° 57' 31" NB, 5° 41' 23" OL | 1734/0015 | Voormalig veerhuis met werkplaats                       |

## Slijk-Ewijk
De plaats Slijk-Ewijk kent 13 gemeentelijke monumenten:
| Object                                                            | Bouwjaar | Architect | Locatie              | Coördinaten                   | Nr.       | Afbeelding                                                        |
| ----------------------------------------------------------------- | -------- | --------- | -------------------- | ----------------------------- | --------- | ----------------------------------------------------------------- |
| Dorpspomp                                                         |          |           | Dorpsstraat ong.     | 51° 53' 8" NB, 5° 47' 21" OL  | 1734/0158 | Dorpspomp                                                         |
| Voormalige boerderij, woonhuis                                    |          |           | Dorpsstraat 27       | 51° 53' 8" NB, 5° 47' 23" OL  | 1734/0157 | Voormalige boerderij, woonhuis                                    |
| Woonhuis met agrarisch gedeelte                                   |          |           | Dorpsstraat 45       | 51° 53' 5" NB, 5° 47' 18" OL  | 1734/0160 | Woonhuis met agrarisch gedeelte                                   |
| PGEM transformatorhuisje                                          |          |           | Dorpsstraat 47       | 51° 53' 5" NB, 5° 47' 17" OL  | 1734/0159 | PGEM transformatorhuisje                                          |
| Dorpsschool met schoolmeesterswoning                              |          |           | Dorpsstraat 49-51    | 51° 53' 4" NB, 5° 47' 16" OL  | 1734/0166 | Dorpsschool met schoolmeesterswoning                              |
| Voormalige tabaksdrogerij, later tabakspakhuis                    |          |           | Dorpsstraat 66       | 51° 52' 57" NB, 5° 47' 8" OL  | 1734/0161 | Meer afbeeldingen                                                 |
| T-boerderij "De Grote Doorn" op huisterp                          |          |           | Loenensestraat 1     | 51° 53' 22" NB, 5° 46' 18" OL | 1734/0162 | T-boerderij "De Grote Doorn" op huisterp                          |
| T-boerderij op terp                                               |          |           | Loenensestraat 2     | 51° 53' 17" NB, 5° 46' 28" OL | 1734/0163 | T-boerderij op terp                                               |
| T-boerderij met schuren "Brinkhoeve" op huisterp                  |          |           | Oosterhoutsestraat 5 | 51° 53' 7" NB, 5° 48' 7" OL   | 1734/0164 | T-boerderij met schuren "Brinkhoeve" op huisterp                  |
| Landarbeiderswoning annex boerderij "De Wis"                      |          |           | Oosterhoutsestraat 7 | 51° 53' 5" NB, 5° 48' 18" OL  | 1734/0165 | Landarbeiderswoning annex boerderij "De Wis"                      |
| Voormalige pastorie Nederlands Hervormde Kerk                     |          |           | Waaldijk 25          | 51° 52' 58" NB, 5° 47' 4" OL  | 1734/0155 | Voormalige pastorie Nederlands Hervormde Kerk                     |
| Voormalige woning bakenmeester annex buitendijkse keuterboerderij |          |           | Waaldijk 28          | 51° 52' 51" NB, 5° 47' 20" OL | 1734/0156 | Voormalige woning bakenmeester annex buitendijkse keuterboerderij |
| Boerderijencomplex de Danenberg, T-boerderij                      |          |           | Waaldijk 34          | 51° 52' 51" NB, 5° 47' 54" OL | 1734/0154 | Boerderijencomplex de Danenberg, T-boerderij                      |

## Valburg
De plaats Valburg kent 10 gemeentelijke monumenten:
| Object                                                  | Bouwjaar  | Architect   | Locatie            | Coördinaten                   | Nr.       | Afbeelding                                              |
| ------------------------------------------------------- | --------- | ----------- | ------------------ | ----------------------------- | --------- | ------------------------------------------------------- |
| Hereboerderij "Wilhelminahuis" voormalige pastorie      |           |             | Broekstraat 9      | 51° 54' 48" NB, 5° 47' 21" OL | 1734/0141 | Hereboerderij "Wilhelminahuis" voormalige pastorie      |
| Krukboerderij met tabaksschuur op huisterp              |           |             | Broekstraat 30     | 51° 54' 48" NB, 5° 47' 3" OL  | 1734/0142 | Meer afbeeldingen                                       |
| Hallenhuisboerderij met schuur                          |           |             | Broekstraat 34-34a | 51° 54' 46" NB, 5° 47' 8" OL  | 1734/0143 | Meer afbeeldingen                                       |
| T-boerderij met tabakschuur                             |           |             | Hoogsestraat 2     | 51° 54' 48" NB, 5° 46' 24" OL | 1734/0144 | T-boerderij met tabakschuur                             |
| Hallenhuistype keuterboerderij                          |           |             | Julianastraat 1    | 51° 54' 50" NB, 5° 46' 53" OL | 1734/0145 | Hallenhuistype keuterboerderij                          |
| Woonhuis, voormalig dorpscafé en voormalig gemeentehuis |           |             | Kerkstraat 6-6a    | 51° 54' 39" NB, 5° 47' 23" OL | 1734/0147 | Woonhuis, voormalig dorpscafé en voormalig gemeentehuis |
| RK Jacobus de Meerderekerk                              | 1887-1888 | Alfred Tepe | Kerkstraat 18      | 51° 54' 40" NB, 5° 47' 18" OL | 1734/0146 | Meer afbeeldingen                                       |
| Landhuis "De Hoek"                                      |           |             | Logtsestraat 3     | 51° 55' 9" NB, 5° 48' 8" OL   | 1734/0150 | Landhuis "De Hoek"                                      |
| Woonhuis annex boerderij (Molenhoekplein)               |           |             | Molenstraat 1      | 51° 54' 35" NB, 5° 47' 24" OL | 1734/0148 | Woonhuis annex boerderij (Molenhoekplein)               |
| T-boerderij met bakhuis annex knechtenverblijf          |           |             | Reethsestraat 28   | 51° 54' 27" NB, 5° 47' 37" OL | 1734/0149 | Meer afbeeldingen                                       |

## Zetten
De plaats Zetten kent 24 gemeentelijke monumenten:
| Object                                                                     | Bouwjaar | Architect | Locatie                 | Coördinaten                   | Nr.       | Afbeelding                                                                 |
| -------------------------------------------------------------------------- | -------- | --------- | ----------------------- | ----------------------------- | --------- | -------------------------------------------------------------------------- |
| Dubbel woonhuis, nr. 1: schoolmeesterswoningen, nr. 3: Heldringstichtingen |          |           | Bakkerstraat 1-3        | 51° 55' 51" NB, 5° 42' 43" OL | 1734/0019 | Dubbel woonhuis, nr. 1: schoolmeesterswoningen, nr. 3: Heldringstichtingen |
| Tot woonhuis verbouwde schuur bij voormalige boerderij                     |          |           | Bakkerstraat 34-42      | 51° 55' 49" NB, 5° 42' 56" OL | 1734/0020 | Tot woonhuis verbouwde schuur bij voormalige boerderij                     |
| Boerderij met aangebouwde schuren "De Fliert "                             |          |           | Fliertsestraat 2        | 51° 55' 32" NB, 5° 43' 52" OL | 1734/0041 | Boerderij met aangebouwde schuren "De Fliert "                             |
| Woonhuis                                                                   |          |           | Hoofdstraat 50          | 51° 55' 49" NB, 5° 42' 43" OL | 1734/0031 | Woonhuis                                                                   |
| PGEM transformatorhuisje                                                   |          |           | Hoofdstraat 59          | 51° 56' 6" NB, 5° 42' 38" OL  | 1734/0032 | PGEM transformatorhuisje                                                   |
| Woonhuis-winkel voormalige schilderswerkplaats                             |          |           | Hoofdstraat 66          | 51° 55' 52" NB, 5° 42' 42" OL | 1734/0192 | Woonhuis-winkel voormalige schilderswerkplaats                             |
| Voormalig internaat " 't Witte Huis"                                       |          |           | Stationsstraat 27       | 51° 55' 32" NB, 5° 43' 5" OL  | 1734/0026 | Meer afbeeldingen                                                          |
| Boerderijcomplex op terp                                                   |          |           | Stationsstraat 58       | 51° 55' 23" NB, 5° 43' 6" OL  | 1734/0027 | Boerderijcomplex op terp                                                   |
| Landhuis met koetshuis annex fruitschuur "Pomona" op terp                  |          |           | Stationsstraat 68       | 51° 55' 20" NB, 5° 43' 13" OL | 1734/0028 | Landhuis met koetshuis annex fruitschuur "Pomona" op terp                  |
| Woonhuis                                                                   |          |           | Steenbeekstraat 14      | 51° 55' 46" NB, 5° 43' 5" OL  | 1734/0021 | Woonhuis                                                                   |
| Woonhuis, voormalige hallehuisboerderij                                    |          |           | Steenbeekstraat 15      | 51° 55' 47" NB, 5° 43' 6" OL  | 1734/0023 | Woonhuis, voormalige hallehuisboerderij                                    |
| Woonhuis "Veldhuis", voormalige lerarenwoning                              |          |           | Veldstraat 53-53a-b-c   | 51° 55' 35" NB, 5° 42' 21" OL | 1734/0030 | Woonhuis "Veldhuis", voormalige lerarenwoning                              |
| Spoorwegwachtershuisje                                                     |          |           | Wageningsestraat 37     | 51° 55' 11" NB, 5° 43' 26" OL | 1734/0034 | Spoorwegwachtershuisje                                                     |
| NS stationsgebouw Zetten-Andelst                                           | 1898     |           | Wageningsestraat 39-41  | 51° 55' 11" NB, 5° 43' 24" OL | 1734/0033 | Meer afbeeldingen                                                          |
| Herenhuis                                                                  |          |           | Wageningsestraat 43     | 51° 55' 13" NB, 5° 43' 25" OL | 1734/0035 | Herenhuis                                                                  |
| Grijsgeschilderd herenhuis met koetshuis                                   |          |           | Wageningsestraat 45     | 51° 55' 14" NB, 5° 43' 25" OL | 1734/0181 | Grijsgeschilderd herenhuis met koetshuis                                   |
| Stationscafé " 't Halt"                                                    |          |           | Wageningsestraat 58     | 51° 55' 12" NB, 5° 43' 28" OL | 1734/0038 | Stationscafé " 't Halt"                                                    |
| Wit gepleisterd woonhuis, behorende bij ensemble                           |          |           | Wageningsestraat 67     | 51° 55' 31" NB, 5° 43' 19" OL | 1734/0018 | Wit gepleisterd woonhuis, behorende bij ensemble                           |
| Woonhuis, behorende bij ensemble                                           |          |           | Wageningsestraat 69     | 51° 55' 31" NB, 5° 43' 19" OL | 1734/0036 | Woonhuis, behorende bij ensemble                                           |
| Dubbel woonhuis, "Lydia", behorende bij ensemble                           |          |           | Wageningsestraat 71-73  | 51° 55' 31" NB, 5° 43' 19" OL | 1734/0037 | Dubbel woonhuis, "Lydia", behorende bij ensemble                           |
| Landhuis, villa "De Til"                                                   |          |           | Wageningsestraat 102    | 51° 55' 49" NB, 5° 43' 17" OL | 1734/0039 | Landhuis, villa "De Til"                                                   |
| T-boerderij op terp met veestallen                                         |          |           | Wageningsestraat 112    | 51° 56' 11" NB, 5° 43' 2" OL  | 1734/0040 | T-boerderij op terp met veestallen                                         |
| Voormalig schoolgebouw met schoolmeesterswoning                            |          |           | Wilhelminaplein 1       | 51° 55' 40" NB, 5° 42' 54" OL | 1734/0024 | Voormalig schoolgebouw met schoolmeesterswoning                            |
| Appartementencomplex (hallehuisboerderij) "Huize Ouderzorg"                |          |           | Wilhelminaplein 5-6-7-8 | 51° 55' 39" NB, 5° 42' 51" OL | 1734/0025 | Appartementencomplex (hallehuisboerderij) "Huize Ouderzorg"                |

Aalten · 
Apeldoorn · 
Arnhem · 
Barneveld · 
Berkelland · 
Beuningen · 
Bronckhorst · 
Brummen · 
Buren · 
Culemborg · 
Doesburg · 
Doetinchem · 
Druten · 
Duiven · 
Ede · 
Elburg · 
Epe · 
Ermelo · 
Groesbeek · 
Harderwijk · 
Hattem · 
Heerde · 
Heumen · 
Lingewaard · 
Lochem · 
Maasdriel · 
Montferland · 
Neder-Betuwe · 
Nijkerk · 
Nijmegen · 
Nunspeet · 
Oldebroek · 
Oost Gelre · 
Oude IJsselstreek · 
Overbetuwe · 
Putten · 
Renkum · 
Rheden · 
Rozendaal · 
Scherpenzeel · 
Tiel · 
Ubbergen · 
Voorst · 
Wageningen · 
West Betuwe · 
West Maas en Waal · 
Westervoort · 
Wijchen · 
Winterswijk · 
Zaltbommel · 
Zevenaar · 
Zutphen